# فرخيات
أسماك شبيهة الأفراخ (الاسم العلمي: Perciformes) أو الفرخيات (الاسم العلمي: Percomorphi)، تضم نحو 40% من الأسماك، وهي أكبر رتبة في الفقاريات. والاسم برسيفورم Perciformes يعني الشبيهة بفرخ السمك Perch. وتنتمي تلك الرتبة إلى صف الأسماك شعاعية الزعانف، وتضم 7000 فصيلة، ذات أشكال وأحجام مختلفة، في كافة البيئات المائية. وقد ظهرت لأول مرة وتنوعت في فترة الطباشيري المتأخر.

## التصنيف
مجمعون حسب رتبة-جزئية/عائلة-عليا، تقريباً بإتباع Fishes of the World.
- رتيبة الفرخونيات
  - فوق فصيلة الفرخينات
    - فصيلة العندقات
      - جنس العندق

    - الفصيلة البرمونية
      - أسرة البرموناوات
        - جنس البرمون

    - فصيلة الموجارات
      - جنس الموجارة

    - الفصيلة النهاشية
    - فانوسيات البطن
    - أسماك الفريخ
    - لحلحيات
    - سلمون أسترالي
    - بانجوس بانجوس
    - صابوغيات الأعماق
    - زبيديات أولى
    - فرخيات رائعة
    - شيميات (جاك (توضيح)، بنبان (سمك))
    - أسماك عرفية (أسماك عرفية)
    - فصيلة الأسبور
    - أسماك الشمس (أسماك الشمس)
    - سنوكس
    - سمكة الفراشة
    - قريق
    - أسماك الخاليون
    - كراكي طويل الزعنفة
    - أسماك الكهوف الشوكية
    - Drepaneidae
    - لشكية
    - أسماك جوالة
    - أسماك الزوجة العجوزة
    - أسماك الدم العميقة
    - موجارات
    - فرخ لؤلؤي
    - أسماك البازلت
    - أسماك الناخر
    - أسماك الناخر
    - أسماك علميات الذيل (أسماك علميات الذيلs or أسماك علميات الذيلs)
    - أسماك جلدية الزعانف (أسماك جلدية الزعانفs)
    - أسماك الرغثوث (أسماك الرغثوث)
    - أسماك ناعمة الفكوك (أسماك ناعمة الفكوك)
    - Leptobramidae (beachsalmon)
    - أسماك الإمبراطور
    - ثلاثي الذيل (ثلاثي الذيلs)
    - النهاشية
    - سمك التلفيش
    - Menidae (moonfish)
    - أسماك أحادية الأصبع (أسماك أحادية الأصبعes)
    - قاروصيات (قاروصياتes)
    - أسماك أبو ذقن (أسماك أبو ذقنes)
    - نانديات (leaffishes)
    - Nematistiidae (roosterfish)
    - العندقات
    - Notograptidae
    - أسماك الفك
    - Oplegnathidae (knifejaws)
    - Ostracoberycidae
    - Pempheridae (sweepers)
    - Pentacerotidae (armorheads)
    - Percichthyidae - Temperate perches
    - أسماك الفرخ (فرخ قاذفات)
    - Plesiopidae
    - خيطية الزعانف (خيطية الزعانف)
    - أسماك الحطام (أسماك الحطامes)
    - ملائكية بحرية (ملائكية بحرية)
    - سمكة زرقاء (سمكة زرقاءes)
    - كبيرات العيون (كبيرات العيونcatalufa)
    - Pseudochromidae (dottybacks)
    - سكل (سكل)
    - البهاريات
    - القرفصية، قشر (سمك))
    - الغارياوات (whitings et al)
    - فصيلة الأسبور
    - أعجوبيات البحر (أعجوبيات البحرs or أعجوبيات البحرes)
    - سمكة نابلة (سمكة نابلة)

  - Superfamily Cirrhitoidea
    - Aplodactylidae (marblefishes)
    - إصبعيات الشفة
    - Chironemidae (kelpfishes)
    - أسماك الصقر (أسماك الصقر)
    - بواقيات (بواقيات)

  - عائلة عليا أسماك شريطية
    - أسماك شريطية (أسماك شريطية)
- رتبة جزئية Elassomatoidei
  - Elassomatidae (pygmy sunfishes)
- رتبة جزئية لابرويدي
  - بلطية
  - سرف (سمك) (سرف (سمك)es)
  - لبروسية (لبروسية)
  - Odacidae
  - بوماسنتريدي (دامسل)
  - سمكة ببغائية (سمكة ببغائية)
- رتبة جزئية إيلبوتاوات
  - أسماك الذئب
  - مبحاث الأعماق (مبحاث الأعماقs)
  - أحدب الفم
  - أسماك حرشفية
  - سمكة البراعة
  - غواص الحصى
  - شائكة الظهر (شائكة الظهرs)
  - سمك الجؤجؤ (سمك الجؤجؤ)
  - إيلبوت (إيلبوتs)
- رتبة جزئية سمكاوات الجليد القدية
  - Bathydraconidae
  - Bovichthyidae
  - Channichthyidae (crocodile icefishes)
  - Harpagiferidae (plunderfishes)
  - أسماك الجليد القدية
- رتبة جزئية أسماك رملية
  - رماليات (رمالياتs)
  - Champsodontidae
  - Cheimarrhichthyidae
  - Chiasmodontidae
  - Creediidae (sandburrowers)
  - Leptoscopidae
  - Percophidae (duckbills)
  - Pholidichthyidae (convict blenny)
  - Pinguipedidae (sandperches)
  - الطرخين (الطرخينes)
  - أسماك الرمل (sandfishes)
  - Trichonotidae (sanddivers)
  - أسماك المنجم (stargazers)
- رتبة جزئية بلينيات الشكل
  - أبو مليسيات
  - Chaenopsidae
  - طرطوبيات
  - Dactyloscopidae
  - Labrisomidae
  - Tripterygiidae
- رتبة جزئية Icosteoidei
  - Icosteidae (ragfishes)
- رتبة جزئية جوبيسوسيداي
  - جوبيسوسيداي (جوبيسوسيداي)
- رتبة جزئية Callionymoidei
  - أسماك الصيداء (أسماك الصيداءs)
  - أسماك التنينيات
- رتبة جزئية قوبيوناويات
  - راقوديات (sleepers)
  - قوبيونية (قوبيونية)
  - Kraemeriidae (sandfishes or sand gobies)
  - Microdesmidae (wormfishes and dartfishes)
  - Odontobutidae
  - Rhyacichthyidae (loach gobies)
  - Schindleriidae
  - Xenisthmidae
- رتبة جزئية Kurtoidei
  - Kurtidae (nurseryfishes)
- Suborder Acanthuroidei
  - تانج (تانجes)
  - جاروفيات (جاروفيات)
  - Luvaridae (louvar)
  - سكات (فصيلة أسماك) (سكات (فصيلة أسماك))
  - سمكة الأرنب (سمكة الأرنبes)
  - شوش (شوش)
- رتيبة Scombrolabracoidei
  - Scombrolabracidae
- رتيبة أسقمرياوات
  - عقام (عقامs)
  - Gempylidae (snake mackerels)
  - سيف (سمكة) (سيف (سمكة))
  - الأسقمريات (الإسقمريs and تونة (طعام))
  - سمكة السيف (مرلين (سمكة))
- رتيبة الزبيديات
  - Amarsipidae
  - Ariommatidae
  - أسماك برميلية (أسماك برميلية)
  - Nomeidae (driftfishes)
  - Tetragonuridae (squaretails)
  - أسماك زبيدية (أسماك زبيدية)
- رتيبة أناباسينات
  - أسماك الجورامي المتسلقة (أسماك الجورامي المتسلقة)
  - الفصيلة الجورامية (جورامية)
  - كيسينج جرامي (كيسينج جرامي)
  - جورامي جميل (جورامي جميل)
  - الفصيلة الجورامية (جورامي عملاق)
- رتيبة الشنونيات
  - فصيلة الشنات (سمكة رأس الأفعى)
    - الشنة